# Ectropothecium regulare
Ectropothecium regulare là một loài Rêu trong họ Hypnaceae. Loài này được (Brid.) A. Jaeger mô tả khoa học đầu tiên năm 1880.